# Мараба (мікрорегіон)

Мараба на карті

Мараба (порт. Microrregião de Marabá) — мікрорегіон в Бразилії, входить в штат Пара. Складова частина мезорегіону Південний схід штату Пара. Населення становить 284 746 чоловік (на 2010 рік). Площа — 20 073,250 км². Густота населення — 14,19 чол./км².

## Склад мікрорегіону
До складу мікрорегіону включені наступні муніципалітети:
1. Брежу-Гранді-ду-Арагуая
2. Мараба
3. Палестіна-ду-Пара
4. Сан-Домінгус-ду-Арагуая
5. Сан-Жуан-ду-Арагуая

| Бразилія | Це незавершена стаття з географії Бразилії. Ви можете допомогти проєкту, виправивши або дописавши її. |